# Venerdì nero (1869)
Il venerdì nero del 1869 (Black Friday), nella storia degli Stati Uniti, è stato un panico sui mercati finanziari che è avvenuto il 24 settembre 1869, a seguito del crollo dei prezzi dell'oro. Il crollo è stato una conseguenza di un tentativo da parte del finanziere Jason Gould e del magnate delle ferrovie James Fisk di monopolizzare il mercato dell'oro e farne aumentare il prezzo. Lo schema si basava sulla messa fuori dal mercato dell'oro governativo, che i manipolatori avevano organizzato attraverso l'influenza politica. Quando il presidente degli Stati Uniti, Ulysses S. Grant, divenne finalmente consapevole dello schema, ordinò la vendita sul mercato di 4 000 000 dollari di oro governativo. Questo fece crollare il monopolio e i prezzi dell'oro caddero da 160 a 130 dollari per oncia, causando un panico che coinvolse anche il mercato azionario. Il "Black Friday" danneggiò significativamente l'economia degli Stati Uniti e la reputazione della Presidenza di Ulysses S. Grant.